# Lena Lauzemis
Lena Lauzemis, née à Berlin le 15 janvier 1983, est une actrice allemande.

## Biographie
Lena Lauzemis grandit à Berlin-Kreuzberg et étudie de 2002 à 2006 à l'Académie des Arts dramatiques Ernst Busch à Berlin. Au cours de ses études, elle est invitée à jouer au Deutsches Theater de Berlin et travaille dans des productions cinématographiques et télévisuelles, y compris certaines réalisées par Leander Haussmann.
Lena Lauzemis a joué dans plusieurs films et émissions de télévision, dont les plus connus sont Qui, à part nous (rôle de la terroriste Gudrun Ensslin), Die Hitlerkantate, Wolff, police criminelle et Tatort. Elle a également été membre de la troupe de la Kammerspiele à Munich.
Elle vit à Berlin et à Munich.

## Filmographie partielle

### Au cinéma
- 1999 : Sonnenallee de Leander Haußmann : une fille à la fête (non créditée)
- 1999 : Fremde Freundin d'Anne Høegh Krohn : Maddy
- 2004 : Yugotrip : Anna
- 2005 : Die Hitlerkantate : Ursula Scheuner
- 2011 : Qui, à part nous (Wer wenn nicht wir) d'Andres Veiel : Gudrun Ensslin
- 2014 : Das Zimmermädchen Lynn : Chiara
- 2015 : M wie Martha : Martha
- 2015 : Herbert de Thomas Stuber (en post-production)
- 2016 : Stille Reserven : Lisa (en post-production)
- 2024 : Rabia de Mareike Engelhardt : Oum Maryam

### À la télévision
- 2001-2004 : Tatort (série télévisée, 2 épisodes)
- 2003 : Wolff, police criminelle (série télévisée, 1 épisode : Heiße Suppe) : Mikkie McGregor

### Court métrage
- 2015 : M comme Martha (M wie Martha) de Lena Knauss : Martha